# Speak (álbum de Lindsay Lohan)
Speak é o álbum de estreia da cantora norte-americana, Lindsay Lohan. Foi lançado nos Estados Unidos pela Casablanca Records, no dia 7 de dezembro de 2004. O álbum chegou ao #4 na Billboard 200, com vendas de 261.762, e foi certificado platina pela RIAA pela venda de 1 milhão de cópias. Mundialmente, "Speak" vendeu mais de 4,5 milhões de cópias.

## Singles
Speak apresentou os singles "Rumors" e "Over". Ambos receberam rádios substanciais, mas falharam nas paradas dos E.U. "Rumors" foi certificado ouro pela RIAA, devido à grande quantidade de downloads digitais.
O terceiro single "First" (também lançado como single da trilha sonora do filme "Herbie: Fully Loaded" em que Lohan estrelou), também não obteve boas posições nos E.U., mas se tornou um hit moderado em algumas partes da Europa e América Latina.
A faixa "Speak" era para ser lançada como o terceiro single, mas em seguida, "First" foi escolhido para ajudar a promover "Herbie: Fully Loaded", "Speak", foi reclassificada como o quarto single. Entanto, devido à agenda carregada de Lindsay, "Speak" foi cancelado.

## Estilo Musical
O álbum é um rock bem orientado. Mas ele tem texturas para isso. As 3 primeiras faixas são do gênero rock, mas com pontadas de diferentes estilos. "Symptoms Of You" no início da canção contém uma melodia de piano com as cordas da guitarra, fazendo uma música muito agradável. Podemos mudar para a quarta feixa Dance / faixa-título do rock "Speak", em que Lindsay soprosa e tem vocais Hardcore para trazer tudo junto. Mas há canções, bem como a área de cobertura do outro. Além do single "Rumours", canções como "Disconnected" atingiram uma pontuação elevada. O ritmo baixo do electro-disco "To Know Your Name". A primeira canção de seu tipo antes do gênero electropop, decolou novamente 2 anos envolvidos. A música usa um sintetizador de tipo nintendo combinado com guitarras. Um Hard Rock delineado e selado junto com a bateria e voz. Muito de Lindsay é jogado fora nesse álbum, ela tem uma voz extremamente talentosa. Com o talento musical da canção, escrita pela vencedora do Grammy, Kara DioGuardi.

## Recepção da Critica
| Críticas profissionais | Críticas profissionais |
| Pontuações agregadas   | Pontuações agregadas   |
| Fonte                  | Avaliação              |
| ---------------------- | ---------------------- |
| Metacritic             | (47/100)               |
| Avaliações da crítica  |                        |
| Fonte                  | Avaliação              |
| Allmusic               | link                   |
| Entertainment Weekly   | (C) link               |
| Rolling Stone          | link                   |
| Slant Magazine         | link                   |
| Stylus Magazine        | (Positivo) link        |
| Teen Ink               | (D+) link              |

Speak foi recebido com críticas mistas pela maior parte dos críticos. CD Universe disse: "'Speak' prova que Lohan tem a coragem e talento necessário para competir com outros superstars jovens do cenário pop." "Com apenas dois filmes de sucesso em seu currículo, Lohan decidiu que era hora de adentrar em outras mídias," foi o que disse Stephen Thomas Erlewine do Allmusic, e assim Speak foi gravado rapidamente e foi enviado para as lojas". Ele chamou sua música de "uma mistura de old-fashionista, Britney dance-pop style e do hino, e pioneira no cenario pop/rock teen, seguido posteriormente por estrelas adolescentes como Hilary Duff e Ashlee Simpson. [No entanto,] Lohan está um passo a frente com sua atitude festiva e sua voz rouca."
IGN deu ao álbum uma revisão mista, afirmando: "Como acontece com seus contemporâneos—Britney, Christina, Ashlee, Avril, Hilary—ela continua a ser vista como se fosse transcender o modelo princesa do pop genérico e crescer em uma madura de artista perspicaz. Por agora, Speak oferece um som pop pré-fabricado que é facilmente digerido, mas tão facilmente esquecido." Entertainment Weekly também deu ao álbum um C, afirmando que o "álbum de estréia da estrela de Meninas Malvadas tem alguns prazeres culpados: "Rumors" bate drasticamente com as questões que fizeram dela um nome familiar, enquanto a amigável "Over" é perfeito para cantar em frente ao espelho. Mas em algum lugar, Avril Lavigne — cuja influência é clara no trabalho de estreia de Lohan — está revirando seus olhos." O critico musical da revista People, Chuck Arnold deu ao álbum uma "promissora" review, afirmando que o álbum é "uma coleção competente do som pop adolescente."

## Faixas
| Speak – Edição internacional |                            |                                                                                           |                                        |         |  |
| N.º                          | Título                     | Compositor(es)                                                                            | Produtor(es)                           | Duração |  |
| 1.                           | "First"                    | Kara DioGuardi John Shanks                                                                | Shanks DioGuardi                       | 3:29    |  |
| 2.                           | "Nobody 'Til You"          | Shanks DioGuardi                                                                          | Shanks DioGuardi                       | 3:37    |  |
| 3.                           | "Symptoms of You"          | Lindsay Lohan Andreas Carlsson Lisa Greene Savan Kotecha                                  | Shanks DioGuardi Carlsson              | 2:55    |  |
| 4.                           | "Speak"                    | Lohan Shanks DioGuardi                                                                    | Shanks DioGuardi                       | 3:46    |  |
| 5.                           | "Over"                     | Lohan Shanks DioGuardi                                                                    | Shanks DioGuardi                       | 3:36    |  |
| 6.                           | "Something I Never Had"    | Kelly Clarkson Shelly Peiken Shanks                                                       | Shanks DioGuardi                       | 3:38    |  |
| 7.                           | "Anything But Me"          | Lohan Shanks DioGuardi                                                                    | Shanks DioGuardi                       | 3:16    |  |
| 8.                           | "Disconnected"             | Kristian Lundin Jake Schulze Kotecha Carl Bjorsell Didrik Thott Carl Falk Sebastian Thott | Shanks DioGuardi Lundin Kalle Engstrom | 3:34    |  |
| 9.                           | "To Know Your Name"        | David Eriksen Tom Nichols                                                                 | Eriksen                                | 3:19    |  |
| 10.                          | "Very Last Moment in Time" | Troy Verges Steve Robson Hillary Lindsey                                                  | Shanks DioGuardi                       | 3:28    |  |
| 11.                          | "Magnet"                   | DioGuardi Jimmy Harry                                                                     | Shanks DioGuardi Harry                 | 3:14    |  |
| 12.                          | "Rumors (bonus track)"     | Lohan Cory Rooney Taryll Jackson TJ Jackson                                               | Rooney Peter Wade Keusch (co.)         | 3:16    |  |
| Duração total:               | Duração total:             | Duração total:                                                                            | Duração total:                         | 40:18   |  |

| Speak – Edição americana |                        |                                             |                                |         |  |
| N.º                      | Título                 | Compositor(es)                              | Produtor(es)                   | Duração |  |
| 11.                      | "Rumors (bônus track)" | Lohan Cory Rooney Taryll Jackson TJ Jackson | Rooney Peter Wade Keusch (co.) | 3:16    |  |
| Duração total:           | Duração total:         | Duração total:                              | Duração total:                 | 37:56   |  |

## Desempenho nos Charts
| Chart (2004/2005)              | Posição |
| ------------------------------ | ------- |
| Mundo - World Albums Top 40    | 11      |
| Austrália - ARIA Charts        | 57      |
| Estados Unidos - Billboard 200 | 4       |
| Áustria - Ö3 Austria Top 40    | 36      |
| Japão - Oricon                 | 19      |
| Reino Unido - UK Albums Chart  | 105     |
| Canadá - Canadian Albums Chart | 9       |

## Certificações
| País (Empresa)        | Certificação |
| --------------------- | ------------ |
| Estados Unidos (RIAA) | Platina      |
| Japão (RIAJ)          | Platina      |